# Phyllachora phyllostachydis
Phyllachora phyllostachydis är en svampart som beskrevs av Hara 1913. Phyllachora phyllostachydis ingår i släktet Phyllachora och familjen Phyllachoraceae.   Inga underarter finns listade i Catalogue of Life.